# Progreso, Rioverde
Progreso är en ort i Mexiko.   Den ligger i kommunen Rioverde och delstaten San Luis Potosí, i den centrala delen av landet, 300 km norr om huvudstaden Mexico City. Progreso ligger 1 083 meter över havet och antalet invånare är 2 144.
Terrängen runt Progreso är huvudsakligen platt, men söderut är den kuperad. Terrängen runt Progreso sluttar österut. Runt Progreso är det ganska glesbefolkat, med 29 invånare per kvadratkilometer. Närmaste större samhälle är Villa Juarez, 17,9 km nordväst om Progreso. I omgivningarna runt Progreso växer huvudsakligen savannskog.